# Bezirk Rundāle
Der Bezirk Rundāle (Rundāles novads) war ein Bezirk in Lettland, der von 2009 bis 2021 existierte. Bei der Verwaltungsreform 2021 wurde der Bezirk aufgelöst, seine Gemeinden gehören seitdem zum Bezirk Bauska.

## Geographie
Der Bezirk lag im Semgallen (Zemgale) im Süden Lettlands direkt an der Grenze zu Litauen.

## Bevölkerung
Die Verwaltungsgemeinschaft mit insgesamt 4384 Einwohnern (2010) wurde 2009 aus mehreren Dörfern gebildet und vereinte die Gemeinden Rundāle, Svitene und Viesturi.

## Sehenswürdigkeiten
Neben dem wohl bedeutendsten Barockschloss Lettlands, dem Schloss Rundāle, befinden sich im Bezirksgebiet eine Reihe weiterer bemerkenswerter ehemals deutschbaltischer Schlösser und Herrenhäuser.
- Herrenhaus Bornsmünde (Bornsmindes muiža) in Ziedoņi (Gemeinde Rundāle)
- Schloss Kauzmünde (Kaucmindes muiža) in Saulaine (Gemeinde Rundāle)
- Herrenhaus Klein Mesothen (Mazmežotnes muiža) in Mazmežotne (Gemeinde Rundāle)
- Herrenhaus Klein-Ruhenthal (Mazrundāles muiža) in Pilsrundāle (Gemeinde Rundāle)
- Schloss Rundāle (Ruhenthal) in Pilsrundāle (Gemeinde Rundāle)
- Schloss Schwitten (Svitenes muiža) in Svitene

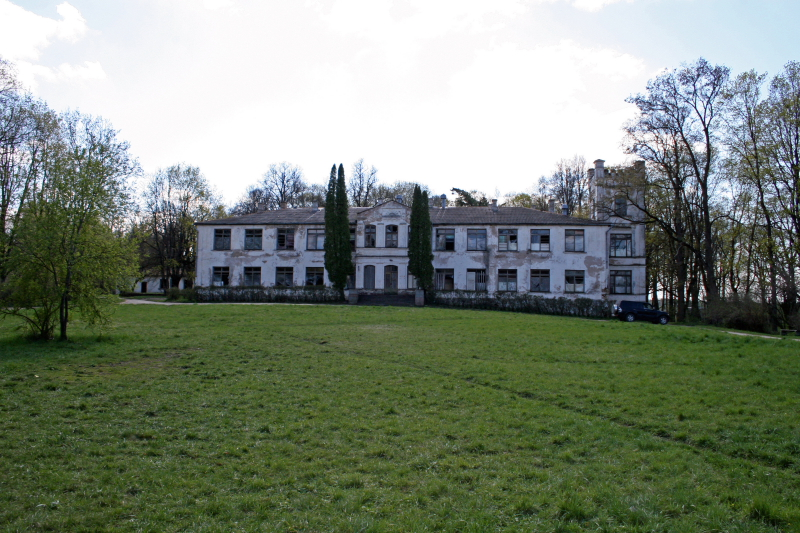
Bornsmünde
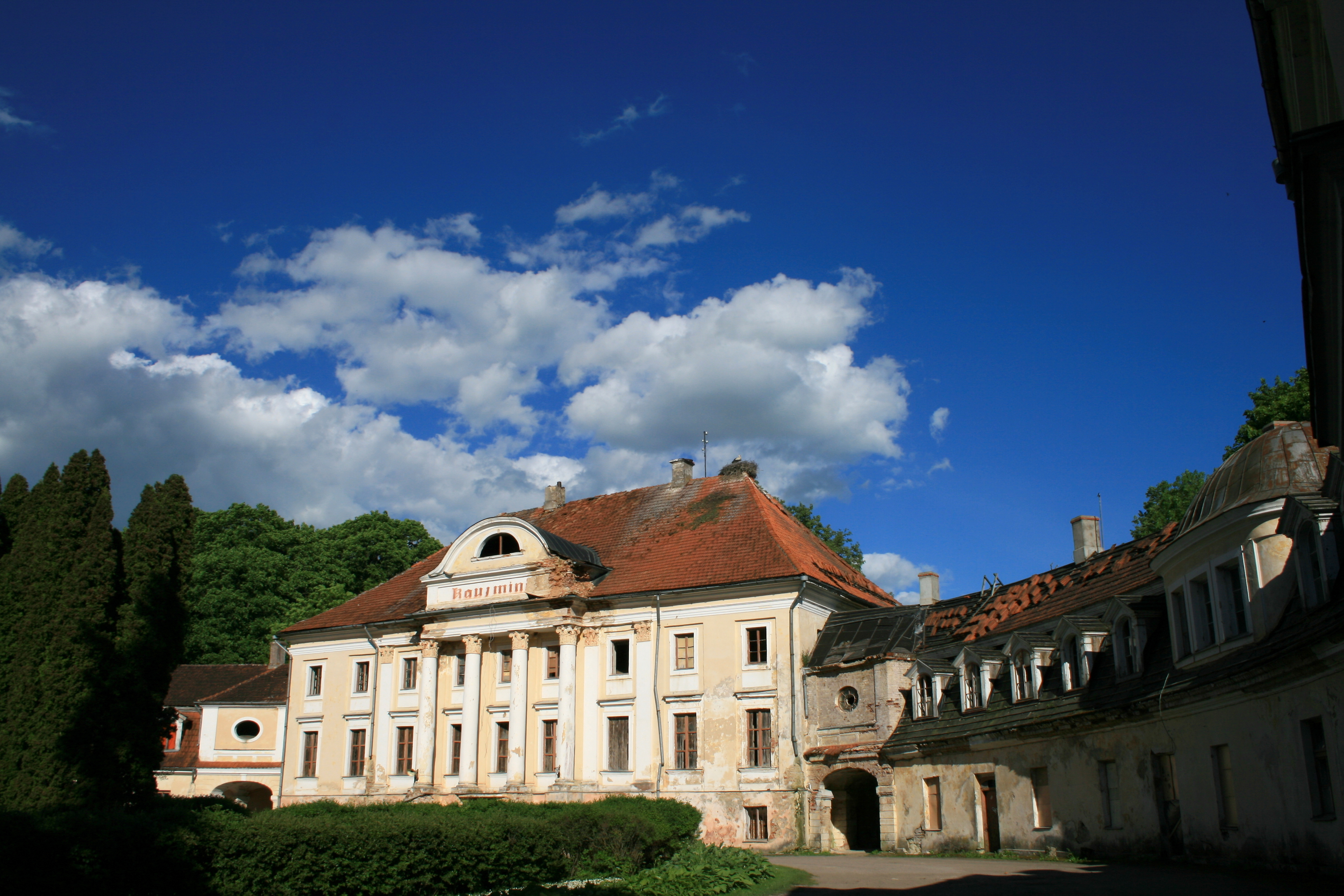
Kauzmünde
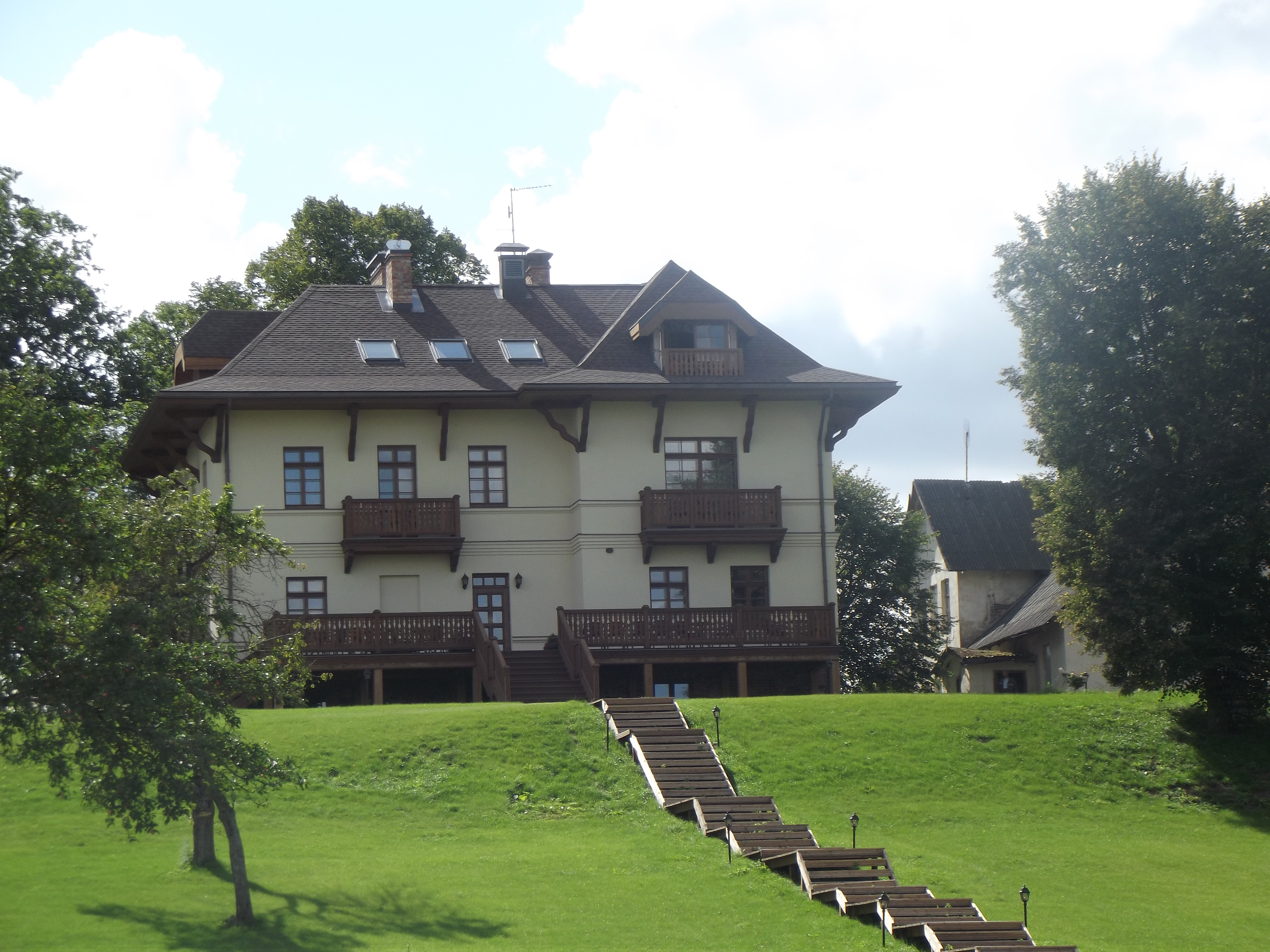
Klein-Mesothen
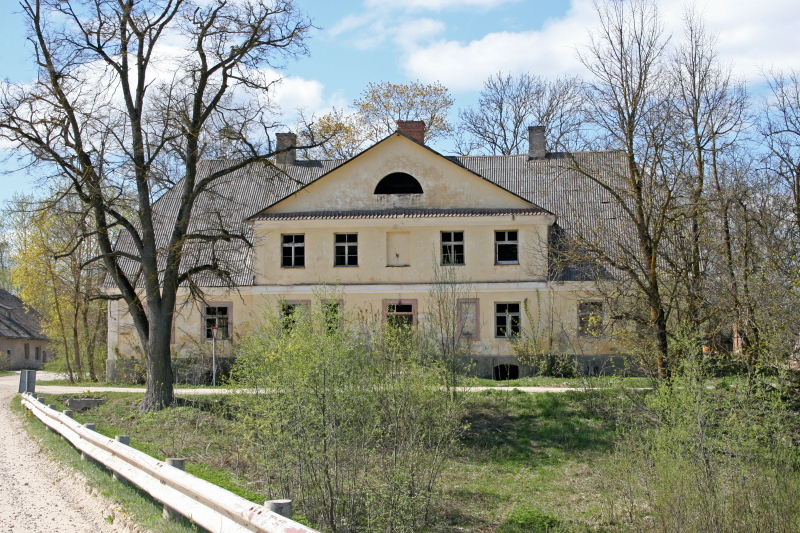
Klein-Ruhenthal
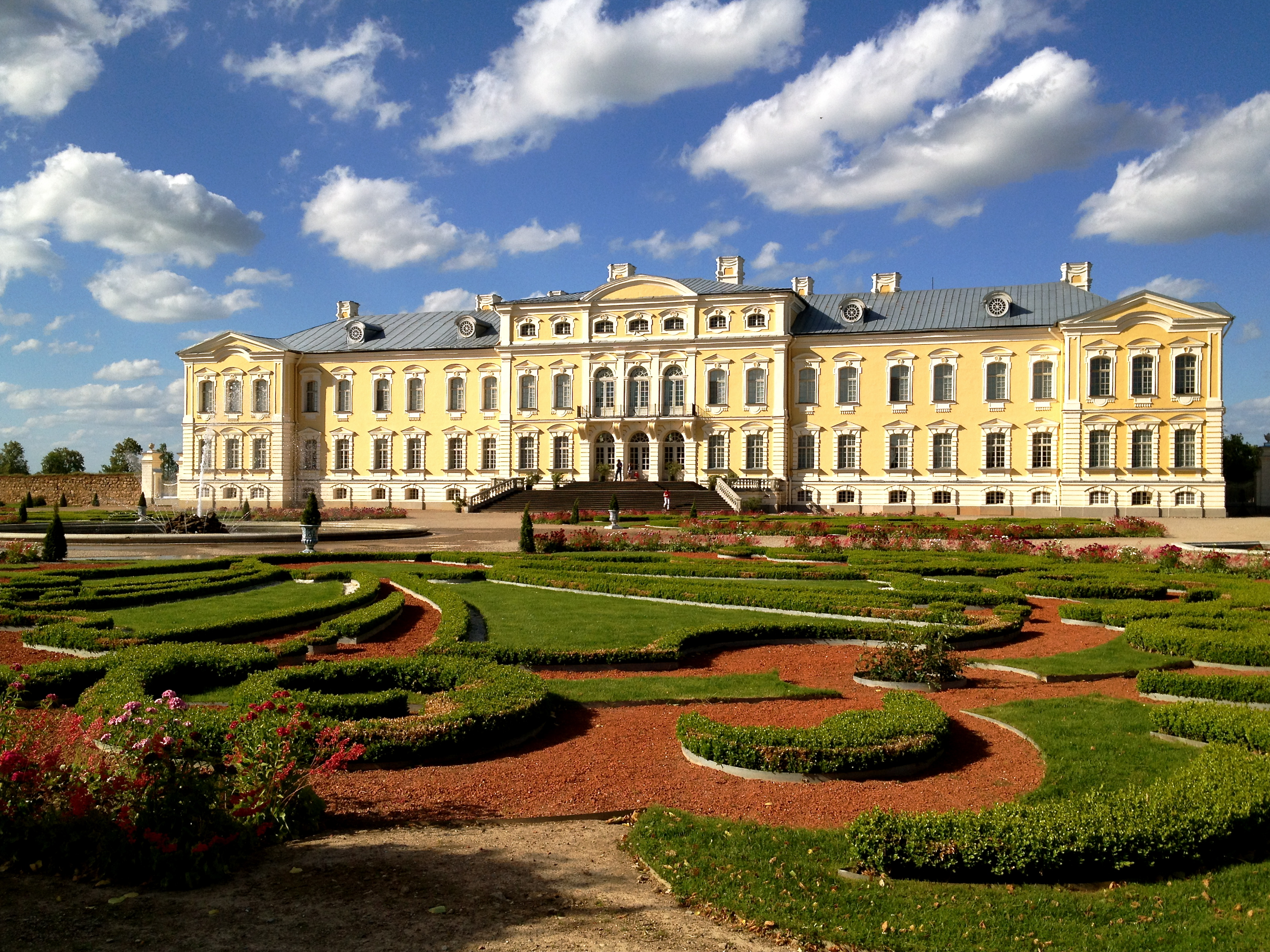
Rundale
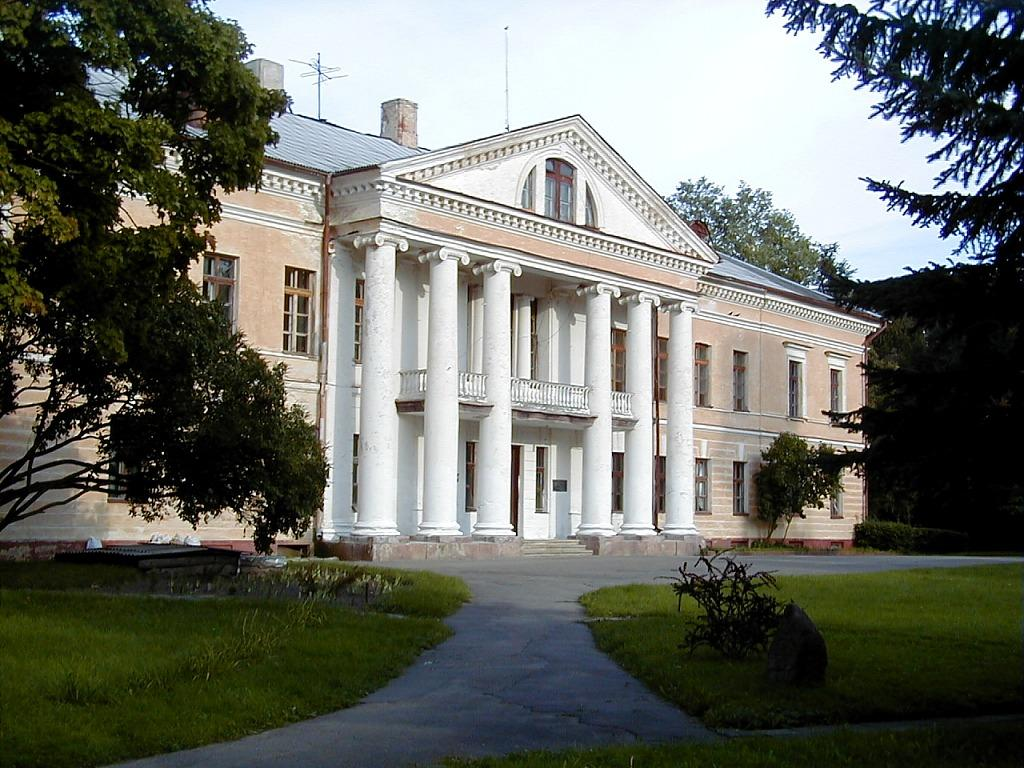
Schwitten

Sehenswürdige historische Kirchen befinden sich in
- Bērstele (Gemeinde Viesturi)
- Mazmežotne (Gemeinde Rundāle), Ruine der lutherischen Kirche Mežotne am linken Ufer der Lielupe gegenüber dem Ort Mežotne

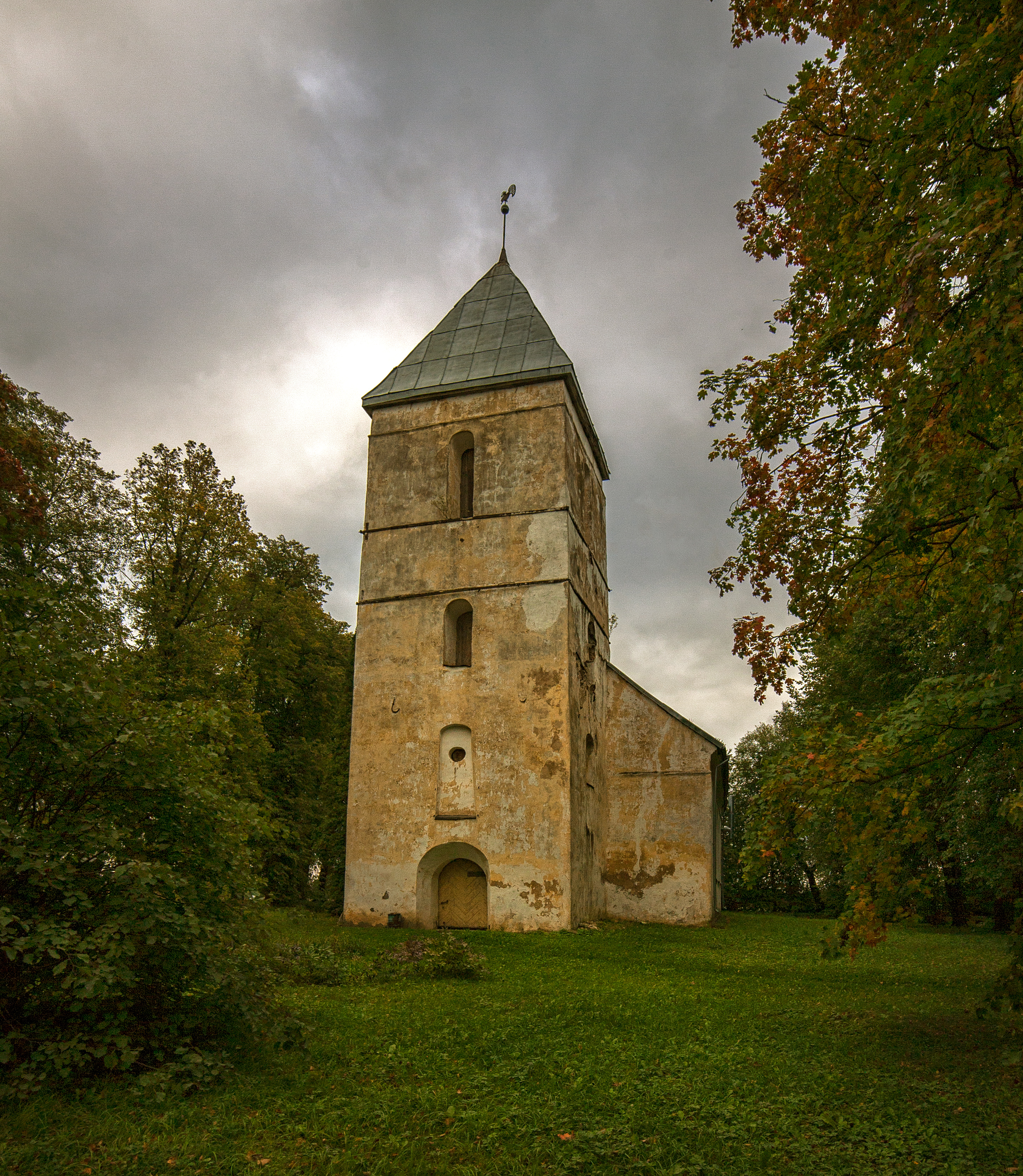
Lutherische Kirche Bērstele
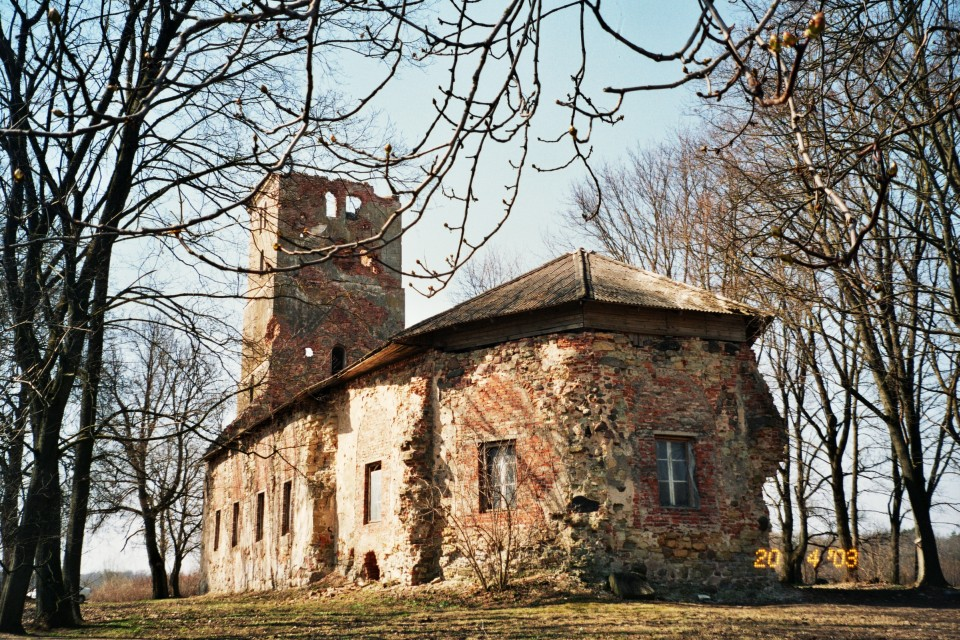
Ruine der lutherischen Kirche Mezotne

## Nachweise
1. ↑  Vides aizsardzības un reģionālās attīstības ministrija (Ministerium für Naturschutz und Regionalentwicklung), Karten und Auflistung der Verwaltungseinheiten, abgerufen am 18. Juli 2021